# تاکاتسوکی
تاکاتسوکی در استان اوساکا در کشور ژاپن  واقع شده‌است  که دارای جمعیت ۳۵۴٬۲۲۸ نفر و مساحت ۱۰۵٫۳۱ کیلومتر مربع با تراکم جمعیت ۳٬۳۶۴  نفر در کیلومترمربع است و در تاریخ ۱ ژانویه ۱۹۴۳ به عنوان شهر شناخته شد.